# فرودگاه ممینگن
فرودگاه ممینگن (به انگلیسی: Memmingen Airport) (به زبان بومی: Flughafen Memmingen) یک فرودگاه همگانی با کد یاتا FMM است . این فرودگاه در شهر ممینگن کشور آلمان قرار دارد و در ارتفاع ۶۳۳ متری از سطح دریا واقع شده‌است.

## شرکت‌های هواپیمایی و مقصدهای پروازی
The following airlines operate regular scheduled and charter flights at Memmingen Airport:
| شرکت‌های هواپیمایی   | مقصدهای پروازی |
| ------------------- | --- |
| کرندون ایرلاینز     | چارتر فصلی: آنتالیا |
| نیکی لوفت‌فارت       | چارتر فصلی: کلوی–سینت-کاترین |
| People's Viennaline | چارتر فصلی: ناپل |
| پابیدا              | ونوکووا |
| رایان‌ایر            | آلیکانته-الچه، دوبلین، فس-سایس (آغاز از ۲۹ اکتبر ۲۰۱۷), فارو، استانستد لندن، مالاگا، اورادیا (آغاز از ۳۱ اکتبر ۲۰۱۷), پالرمو، پالما د مایورکا، فرنسیسکو جسا کارنئیرو، سن پابلو (آغاز از ۲۹ اکتبر ۲۰۱۷), صوفیه، استکهلم-اسکاوستا (برقراری مجدد از ۲۹ اکتبر ۲۰۱۷)، تنریف جنوبی، سالونیک (آغاز از ۳ نوامبر ۲۰۱۷)، وارساو مادلن (آغاز از ۲۹ اکتبر ۲۰۱۷) فصلی: فرتیلیا، خانیا، جیرونا-کاستا براوا |
| سان اکسپرس          | فصلی: آنتالیا |
| ویز ایر             | بلگراد نیکولا تسلا، کلوژ-نپوکا، کیف ژولیانی، کوتائیسی، کنستانتین بزرگ در نیش، پودگوریتسا، سیبیو، اسکندر کبیر اسکوپیه، صوفیه، ترگو مورش (برقراری مجدد از ۲۲ دسامبر ۲۰۱۷), ترایان وویا، توزلا، وارنا، ویلنیوس |